# Мосидзе, Вахтанг Михайлович
Вахтанг Михайлович Мосидзе (груз. ვახტანგ მიხეილის ძე მოსიძე, 1928—1999) — грузинский советский врач. Член-корреспондент АН Грузии. Заслуженный деятель науки Грузинской ССР (1979). Лауреат Государственной премии Грузии (1995). Почётный гражданин Тбилиси (1998).

## Биография
В 1949 году окончил лечебный факультет Тбилисского государственного медицинского института.
С 1965 года работал в Институте физиологии им. Бериташвили — младший научный сотрудник, старший научный сотрудник, заведующий лабораторией.
Кандидат медицинский наук (1955), доктор медицинских наук (1962)
С 1991 года — директор Института физиологии им. Бериташвили.

## Память
Именем Вахтанга Мосидзе названа улица в Тбилиси.